# Saint-Avit (Charente)
Saint-Avit és un municipi francès situat al departament del Charente i a la regió de la Nova Aquitània. L'any 2007 tenia 179 habitants.

## Demografia

### Població
El 2007 la població de fet de Saint-Avit era de 179 persones. Hi havia 73 famílies de les quals 23 eren unipersonals (19 homes vivint sols i 4 dones vivint soles), 23 parelles sense fills, 23 parelles amb fills i 4 famílies monoparentals amb fills.
La població ha evolucionat segons el següent gràfic:
Habitants censats

### Habitatges
El 2007 hi havia 95 habitatges, 70 eren l'habitatge principal de la família, 12 eren segones residències i 13 estaven desocupats. Tots els 95 habitatges eren cases. Dels 70 habitatges principals, 62 estaven ocupats pels seus propietaris i 8 estaven llogats i ocupats pels llogaters; 1 tenia una cambra, 8 en tenien tres, 27 en tenien quatre i 34 en tenien cinc o més. 64 habitatges disposaven pel capbaix d'una plaça de pàrquing. A 32 habitatges hi havia un automòbil i a 34 n'hi havia dos o més.

### Piràmide de població
La piràmide de població per edats i sexe el 2009 era:
| Homes | Edats   | Dones |
| ----- | ------- | ----- |
| 0     | 95 o +  | 4     |
| 0     | 90 a 94 | 0     |
| 0     | 85 a 89 | 0     |
| 0     | 80 a 84 | 0     |
| 0     | 75 a 79 | 4     |
| 16    | 70 a 74 | 4     |
| 4     | 65 a 69 | 20    |
| 4     | 60 a 64 | 0     |
| 0     | 55 a 59 | 0     |
| 8     | 50 a 54 | 4     |
| 12    | 45 a 49 | 16    |
| 4     | 40 a 44 | 4     |
| 8     | 35 a 39 | 8     |
| 8     | 30 a 34 | 8     |
| 4     | 25 a 29 | 0     |
| 4     | 20 a 24 | 0     |
| 16    | 15 a 19 | 4     |
| 8     | 10 a 14 | 8     |
| 4     | 5 a 9   | 4     |
| 8     | 0 a 4   | 0     |

## Economia
El 2007 la població en edat de treballar era de 112 persones, 62 eren actives i 50 eren inactives. De les 62 persones actives 60 estaven ocupades (34 homes i 26 dones) i 2 estaven aturades (2 dones i 2 dones). De les 50 persones inactives 22 estaven jubilades, 4 estaven estudiant i 24 estaven classificades com a «altres inactius».

### Ingressos
El 2009 a Saint-Avit hi havia 71 unitats fiscals que integraven 161 persones, la mediana anual d'ingressos fiscals per persona era de 15.025 €.

### Activitats econòmiques
Dels 13 establiments que hi havia el 2007, 1 era d'una empresa alimentària, 4 d'empreses de construcció, 2 d'empreses de comerç i reparació d'automòbils, 1 d'una empresa de transport, 2 d'empreses d'hostatgeria i restauració, 1 d'una empresa financera i 2 d'empreses de serveis.
Dels 4 establiments de servei als particulars que hi havia el 2009, 1 era un taller de reparació d'automòbils i de material agrícola, 1 fusteria, 1 lampisteria i 1 electricista.
L'únic establiment comercial que hi havia el 2009 era una fleca.
L'any 2000 a Saint-Avit hi havia 7 explotacions agrícoles.

## Poblacions més properes
El següent diagrama mostra les poblacions més properes.